# Yevgeni Petrov
Yevgeni Petrov (Евгений Александрович Петров), né le 16 octobre 1938 à Moscou, est un tireur sportif soviétique.

## Carrière
Yevgeni Petrov participe aux Jeux olympiques de 1968 à Mexico et remporte la médaille d'or dans l'épreuve du skeet qui faisait son apparition pour la première fois aux jeux. Il remporte la médaille d'argent quatre ans plus tard en 1972 à Munich